# Disphragis discata
Disphragis discata är en fjärilsart som beskrevs av William Schaus 1901. Disphragis discata ingår i släktet Disphragis och familjen tandspinnare. Inga underarter finns listade i Catalogue of Life.